# Christoph Keller (Verleger)
Christoph Keller (* 1969 in Stuttgart) ist ein deutscher Verleger, Buchgestalter, Ausstellungsmacher und Schnapsbrenner.
Nach dem Studium der Freien Kunst und der Kunstgeschichte an der Ludwig-Maximilians-Universität München und der Staatlichen Hochschule für Gestaltung Karlsruhe gründete Christoph Keller 1998 den Verlag Revolver – Archiv für aktuelle Kunst in Frankfurt am Main, den er bis 2005 leitete und als Verleger annähernd 500 Titel veröffentlichte. Seit 2006 gibt Keller eine Reihe von spezifischen Künstlerbüchern (Christoph Keller Editions) für den Schweizer Kunstverlag JRP Ringier heraus.
Keller ist außerdem als Kurator verschiedener Ausstellungen tätig, darunter die Ausstellungsreihe „Circles“ im Zentrum für Kunst und Medientechnologie in Karlsruhe und die Ausstellungen/Archivpräsentationen KIOSK – Modes of Multiplication, die seit 2001 in 21 Institutionen weltweit gezeigt wurden.
Eine Lehrtätigkeit übte Keller u. a. am Piet Zwart Institute in Rotterdam, an der Merz Akademie in Stuttgart, an der Städelschule in Frankfurt am Main, der École des beaux-arts in Rennes (F), dem Werkplaats Typografie, Arnhem (NL) und der Konsthøgskole Bergen (N) aus. Von 2003 bis 2004 hatte Keller eine Professur für Typografie und künstlerisches Publizieren an der Hochschule für bildende Künste Hamburg inne.
Im Jahr 2010 erhielt Christoph Keller als erster Nicht-Schweizer den renommierten Jan-Tschichold-Preis für Buchgestaltung vom Schweizer Bundesamt für Kultur.
Derzeit lebt und arbeitet er als Verleger, Designer und Kurator am Bodensee.
Gemeinsam mit seiner Frau betrieb Christoph Keller eine Brennerei für Spitzendestillate aus Edelobst (Stählemühle) bis Ende 2018 und eine Erhaltungszucht für gefährdete Nutztierrassen.